# Diocese de Guanhães

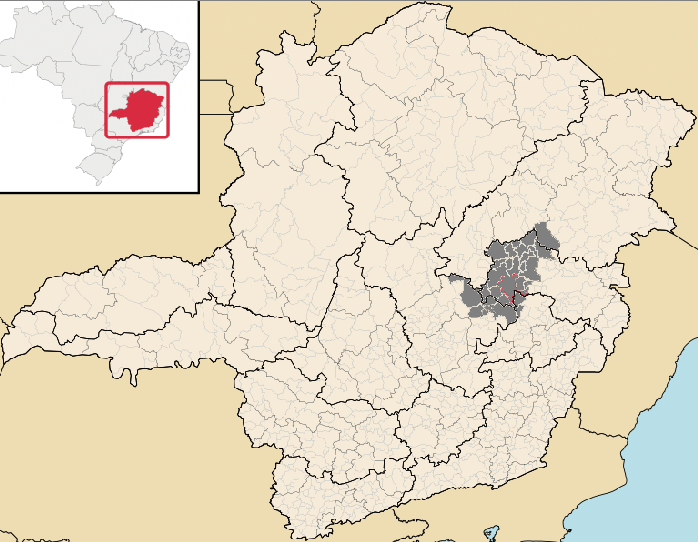
Mapa da diocese de Guanhães.

A Diocese de Guanhães (em latim: Dioecesis Guanhanensis) é uma circunscrição eclesiástica católica situada na região Leste de Minas Gerais. Faz parte da Província Eclesiástica de Diamantina, no Regional Leste II da Confedrência Nacional dos Bispos do Brasil. O bispo diocesano é Dom Otacílio Ferreira de Lacerda. Ela possui uma superfície de 15.047 km².
Foi criada em 18 de dezembro de 1985.

## Histórico
Foi criada em 18 de dezembro de 1985, pelo papa João Paulo II, por meio da bula Recte Quidem (Muito Bem), e foi oficialmente instalada em 1º de maio de 1986 pelo Senhor Núncio Apostólico, Dom Carlo Furno, que deu posse ao primeiro bispo: Dom Antônio Felippe da Cunha, SDN.
Dom Antônio com grande zelo pastoral, estruturou a diocese no inicio da caminhada eclesial. Quando a diocese completou 5 anos de criação, promulgou um Ano Jubilar, um tempo intenso de atividades missionárias. Em 1993 comandou a primeira Assembleia Diocesana de Pastoral, com a participação de todas as comunidades urbanas e rurais da diocese.

## Bispos
Bispos locais:
| #                           | Nome                         | Período           | Notas                         |
| Bispos Diocesanos           | Bispos Diocesanos            | Bispos Diocesanos | Bispos Diocesanos             |
| --------------------------- | ---------------------------- | ----------------- | ----------------------------- |
| 4º                          | Otacílio Ferreira de Lacerda | 2019 – atual      |                               |
| 3º                          | Jeremias Antônio de Jesus    | 2012 – 2018       |                               |
| 2º                          | Emanuel Messias de Oliveira  | 1998 – 2011       | Nomeado bispo de Caratinga    |
| 1º                          | Antônio Felippe da Cunha     | 1986 – 1995       |                               |
| Administradores Apostólicos |                              |                   |                               |
|                             | Darci José Nicioli, C.Ss.R.  | 2018 – 2019       | Arcebispo de Diamantina       |
|                             | José Gonçalves Heleno        | 1995 – 1998       | Bispo de Governador Valadares |
| Administradores Diocesanos  |                              |                   |                               |
|                             | Marcello Romano              | 2011 – 2012       |                               |
|                             | Saint-Clair Ferreira Filho   | 1995              |                               |